# Le Pavillon sur la lande
Le Pavillon sur la lande ou Le Pavillon dans les dunes (The Pavilion on the Links) est une nouvelle de l'écrivain écossais Robert Louis Stevenson.
D'abord publiée dans le Cornhill Magazine en 1880, elle fut reprise en volume en 1882 dans le recueil de nouvelles Les Nouvelles mille et une nuits (The New Arabian Nights).
Stevenson commence à travailler sur cette nouvelle en novembre 1878 ainsi qu'il le rapporte dans L'Éducation d'un ingénieur, à partir d'un banal fait divers associée à une anecdote de jeunesse.
Pourtant, Le Pavillon est toujours au stade d'ébauche un an plus tard, lorsqu'il part le 7 août 1879 à destination de la Californie afin d'y retrouver la femme qu'il aime, Fanny Osbourne. Il achève la nouvelle durant son séjour à Monterey en novembre 1879.
À son retour en Europe en août 1880, Leslie Stephen, le directeur de l'époque du Cornhill Magazine accepte immédiatement de la publier.
La nouvelle paraît en deux livraisons, dans les numéros de septembre 1880 et d'octobre 1880 de la revue, simplement signée par les trois initiales « R. L. S. ». Elle marque le début de sa reconnaissance dans les milieux littéraires.
Dans Through the Magic Door (1907), Arthur Conan Doyle juge que Le Pavillon sur la lande fait partie, avec Dr. Jekyll et Mr. Hyde, des deux chefs-d'œuvre de Stevenson et se souvient de la manière dont ce « pur modèle de narration dramatique » avait frappé son esprit quand il le découvrit dans le Cornhill .

Typiquement écossais, le terme links désigne un sol formé de dunes sablonneuses, généralement recouvertes d'herbe que l'on trouve fréquemment à proximité des rivages maritimes,.
Stevenson n'hésite d'ailleurs pas à en fournir sa définition personnelle au début de la nouvelle : « links being a Scottish name for sand which has ceased drifting and become more or less solidly covered with turf ».
Cette spécificité constitue un écueil de la traduction, le terme français « lande » étant ce qui s'en rapprocherait le mieux.
Ce choix est appuyé par celui de Stevenson quant au nom du propriétaire du pavillon : Northmour, soit « north moor », littéralement, « la lande du nord ».
Issus des souvenirs de jeunesse de Stevenson, ces links ne sont autres que ceux de North Berwick, où il passa des vacances en été 1862.

Parmi les adaptations cinématographiques du Pavillon sur la lande, on peut noter celle de Maurice Tourneur en 1920 avec Le Cercle blanc (The White Circle), ainsi que, plus récemment, celle de C. Grant Mitchell en 1999, The Pavilion avec Craig Sheffer, Patsy Kensit et Richard Chamberlain. 

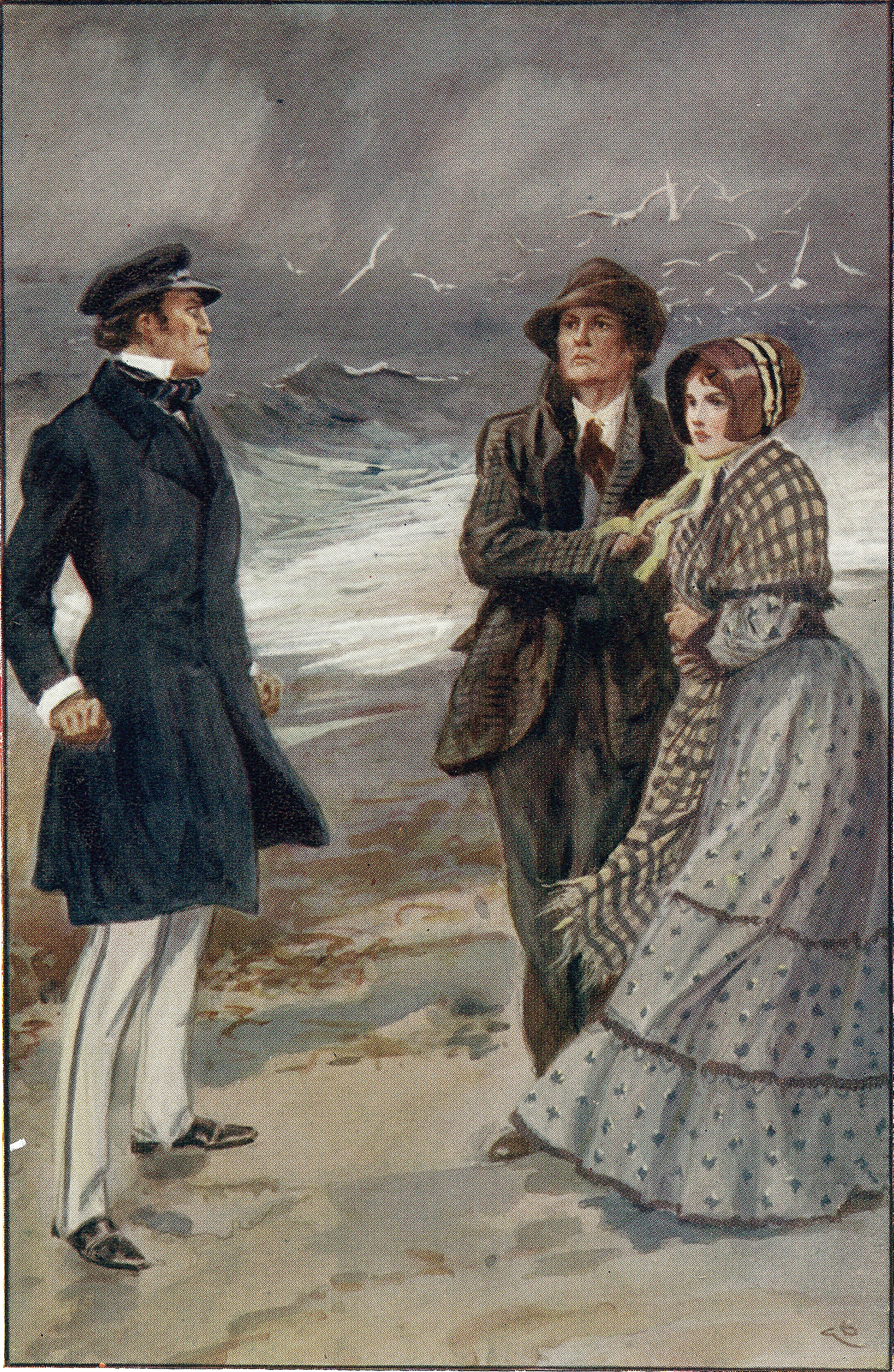
Frontispice de l'édition de 1913 par Gordon Browne (en).
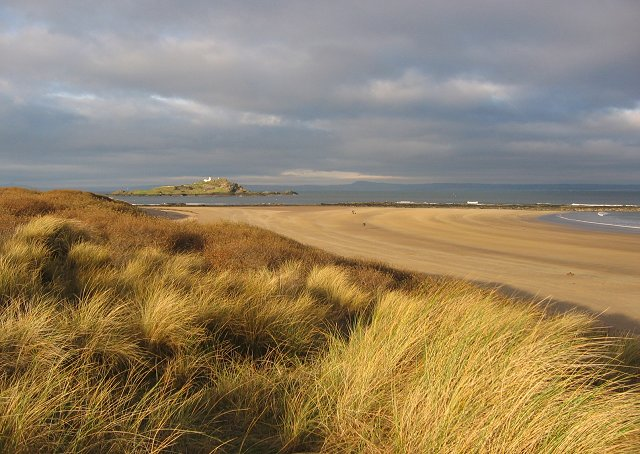
Paysage des dunes de North Berwick.